# Thomas Weld (théologien)
Pour les articles homonymes, voir Weld.
Thomas Welde (ou Weld), baptisé le 13 juillet 1595 à Sudbury dans le Suffolk et mort en 1661, est un théologien anglais.

## Biographie
Thomas Welde, baptisé le 13 juillet 1595 à Sudbury dans le Suffolk, est le fils d'Edmund Welde. Il est titulaire d'un BA du Trinity College à Cambridge en 1613 et ordonné pasteur dans l'Église anglicane en 1618.
Ayant refusé d'adhérer à l'Église établie, il devient puritain puis émigre aux Colonies anglaises en Amérique du Nord, et devient, en 1632, pasteur de Roxbury dans le Massachusetts. En 1641, il revient comme agent de sa province, en Angleterre, avec la commission d'acquérir les terres de Rhode Island, étant le lieu d'installation de 35 familles y compris la famille Hutchinson, dont Anne, qui venait d'être jugée hérétique lors d'un procès à Massachusetts. Or Welde crée un document frauduleux afin de soutenir sa quête et perd subitement son poste. Son retour aux Colonies est donc barré et l'oblige de résider de nouveau en Angleterre jusqu'à sa mort.
On a de lui : Histoire abrégée de l'origine, du règne et de la chute des antinomiens, familistes et libertins, qui ont infecté les Églises de la Nouvelle-Angleterre (1644, in-8°) ; le Parfait pharisien dans la sainteté monacale, écrit dirigé contre les quakers (1654, in-8°).
Il meurt en 1661.